# Zacharias Mor Philoxenos
Zacharias Mor Philoxenos (Filoksenos, wł. Zacharias Therampil, ur. 5 maja 1972 w Arincherumala) – duchowny Malankarskiego Syryjskiego Kościoła Ortodoksyjnego, będącego częścią Syryjskiego Kościoła Ortodoksyjnego, od 2010 biskup Idukki.

## Życiorys
22 lutego 1998 został wyświęcony na diakona. Święcenia kapłańskie przyjął 3 lipca 2000. Sakrę biskupią otrzymał 4 stycznia 2010.